# Bultong
Bultong es el deporte de lucha tradicional de Ifugao (Filipinas). A menudo lo practican durante las fiestas de la ciudad y provincia y siempre es el evento más popular en estas ocasiones. Bultong es una lucha “al cinturón".

## Historia
Como la mayoría de las formas tradicionales de lucha en todo el mundo, nadie puede decir exactamente lo antigua y cuándo exactamente los antepasados de Ifugao comenzaron a practicar el bultong. Podría decirse que es tan antigua, o más incluso, que las terrazas de arroz de Banaue....

## Reglas
Participantes: Varones adolescentes y adultos sanos. 
Vestimenta: Tradicionalmente, cada luchador lleva un taparrabos y nada más. Hoy en día, se les permite llevar una camiseta y pantalones por debajo del taparrabos. 
Lugar de la competición: Antes se practicaba al aire libre en un campo de hierba, y los participantes luchaban en el suelo. Ahora, por motivos de seguridad se prefiere un tapiz de lucha moderna, colocado en un pabellón deportivo abierto o cubierto. 
Formato de la competición: El bultong se disputa por el sistema de eliminación directa,  combate uno contra uno. El ganador del combate final es declarado campeón. 
Reglas: No hay categorías de peso. Ambos luchadores comienzan el combate agarrando el “cinturón” del taparrabos del otro. Cuando el árbitro señala el comienzo del combate, cada luchador intenta derribar al rival. Aquel que derriba y pone los hombros de su oponente o parte superior de la espalda en el suelo gana el combate. 

## El papel del bultong en la sociedad de Ifugao
Aparte de las funciones positivas ampliamente reconocidas que el deporte tiene en la sociedad, como por ejemplo, fomentar la camaradería, la perpetuación de los valores sociales, el fomento de la confianza individual y de grupo, etc., el bultong es único ya que también fue utilizado en la dispensación de la justicia social - y por lo tanto también tuvo un papel decisivo en el mantenimiento de la paz - entre los ifugaos. 
Hasta la primera parte del siglo XX, el bultong se utilizó en la solución de disputas de tierras, especialmente en las terrazas de arroz que estuvieron sometidas a la erosión y por lo tanto se les difuminaron los límites antes aceptados. Cuando hay conflictos sobre la propiedad de la tierra, particularmente en la demarcación de la frontera de dos lotes adyacentes, los campos de arroz o terrazas entre dos propietarios diferentes, las partes en conflicto recurrían a arreglar definitivamente su desacuerdo con el bultong. Las partes contendientes podían competir ellos mismos o elegir representantes. 
El bultong también jugaba un papel religioso, ya que en el combate de lucha participaba una elaborada ceremonia religiosa y en la que participaban los familiares y los sacerdotes de la familia de las partes en disputa. Se invocaban espíritus ancestrales para garantizar que el que tenía el legítimo derecho ganara el combate. De hecho, las dos partes en conflicto, junto con sus parientes creían que el ganador final era realmente el justo dueño de la pieza de tierra que era exigida desde el principio, y que era debidamente determinada y favorecida por los espíritus. Esta era la razón principal por la que los protagonistas y los asistentes se encontraban generalmente en un ambiente amigable, seguro de un resultado justo, independientemente del ganador. 
Una persona seleccionada, que era generalmente un pariente de ambas partes, actuaba como una especie de árbitro de los dos contendientes propietarios o de sus representantes. El que lograba tirar a su oponente en el sitio que, según él era el límite que le correspondía de su parcela - cuanto más, mejor para él - ganaba el derecho a que ese lugar fuera la demarcación de los límites de su tierra. 
Después, las dos partes y el árbitro cordialmente mantenían una sesión de mascar betel.

## Campeones populares de bultong de Ifugao
Dos campeones de bultong de Ifugao, que también han destacado y se han hecho famosos en otros deportes de lucha son:
1. Ronald Bingwaoel - exmiembro del equipo filipino de sanshou y uno de los mejores luchadores de Asia de sanshou en la década de 1990. También se convirtió en campeón del Universal Reality Combat Championship de artes marciales mixtas (MMA), que ganó su combate en URCC 2 de abril de 2003. 
2. Jason Balabal - actual miembro del equipo de lucha de Filipinas y medallista de oro en los Juegos del Sudeste Asiático 2009 de lucha libre, categoría 84 kg. El deporte del sanshou en el que destacó en Bingwaoel también puntúa los derribos de lucha, además de patadas y puñetazos, pero no permite el combate en el suelo a diferencia de las MMA.
La otra especialidad de Jason Balabal es la lucha libre olímpica, es uno de los dos estilos internacionales y olímpicos de lucha, el otro es la lucha grecorromana.